# Строится мост
«Строится мост» — художественный фильм о сооружении в Саратове автодорожного моста через Волгу, дебют в кино Олега Ефремова как режиссёра. В съёмках фильма принимала участие половина труппы московского театра «Современник» (40 актёров) и жители Саратова. Фильм снят непосредственно на реальном строительстве моста по мотивам одноимённого очерка Наума Мельникова.

## Сюжет
Фильм получился насквозь современниковский. Он проникнут внимательным отношением к людям, желанием непредвзято разобраться в них, не пройти мимо того хорошего, что есть в человеке.
В Саратове ведётся сооружение автодорожного моста через Волгу. На эту стройку приезжает московский корреспондент. Неожиданно для себя здесь он встречает людей, с которыми его крепко связала судьба в военные годы и которые были уверены, что его самого уже нет в живых. Корреспондент становится не только летописцем, но и участником будничных событий большой стройки. Ему приходится пережить и мелкие невзгоды, и пожар,уничтоживший пароход, на котором разместились строители.

## В ролях
- Олег Ефремов — корреспондент из Москвы
- Владимир Заманский — Александр Васильевич Перов, парторг строительства
- Людмила Крылова — Надя Серёгина, комсорг Мостоотряда
- Валентин Никулин — Качанов, машинист паровоза
- Михаил Козаков — Мамедов
- Игорь Васильев — Саша Малашкин
- Людмила Гурченко — Женя
- Евгений Евстигнеев — Синайский
- Пётр Щербаков — Петухов, инструктор райкома
- Виктор Павлов — Сергей
- Олег Табаков — Зайцев
- Лилия Толмачёва — Валентина Перова
- Алла Покровская — Ольга Перова
- Олег Даль — Юлиан
- Галина Волчек — Римма Синайская
- Игорь Кваша — Игорь Владимирович Савельев, главный инженер строительства
- Владлен Паулус — капитан теплохода
- Галина Соколова — Вера Сапожкова
- Виктор Сергачёв — Кузьмин
- Нина Дорошина — Саша Малашкина
- Людмила Иванова — бригадирша
- Герман Коваленко
- Инга Шантырь
- Татьяна Лаврова — Соня Сапожкова
- Владимир Земляникин — Аркадий
- Сергей Сазонтьев — сварщик
- Елена Козелькова — командированная москвичка
- Виктор Тульчинский — Игорь, фотокорреспондент газеты «Заря» Ейск.

## Съёмочная группа
- Сценарий: Наум Мельников, Олег Ефремов
- Постановка: Олег Ефремов, Гавриил Егиазаров
- Оператор: Гавриил Егиазаров
- Художник: Давид Виницкий
- Режиссёр: Леонид Черток

## Художественные особенности и критика
Фильм — не эпизод для «Современника», не «отхожий промысел», не просто очередной выход на экран двух-трёх любимцев публики. Весь театр в полном творческом и административном составе прибыл в кино, отважился на необычное предприятие — сам поставил картину о людях, возводящих гигантский мост. Необычность, явная принципиальность такого похода вызывает обострённый интерес. В нём, в походе, должны были раскрыться и раскрылись многие возможности и «невозможности» сегодняшнего «Современника».

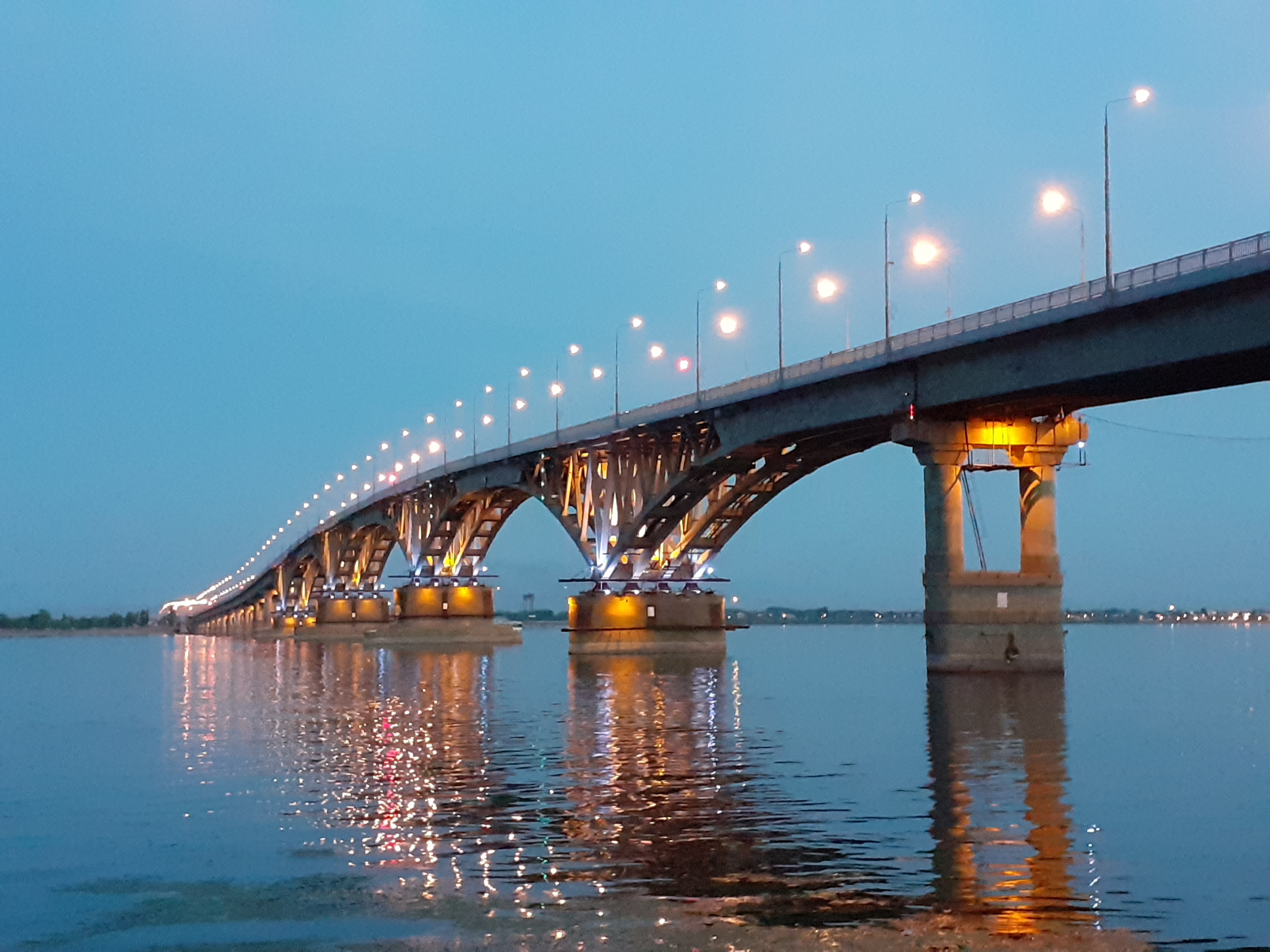
Саратовский мост в 2020 году

Несмотря на «производственное» название и антураж, фильм резко отличается от других советских фильмов на производственную тематику. Это почти документальное свидетельство, ярко, талантливо и достоверно отражающее быт и устремления советской молодёжи эпохи «оттепели». Это ставит фильм в один ряд с такими лентами, как «Застава Ильича» и «Я шагаю по Москве». Однако, в отличие от вышеназванных фильмов, «Строится мост» не вышел в большой прокат: неоднократное упоминание 1937 года, отрицательные образы «идейного» инструктора райкома и директора училища (типичной чиновницы, занятой показухой и с этой целью задерживающей зарплаты своим учащимся), пьянки на рабочем месте — всё это не могло понравиться партийным чиновникам.
Бешеный темп повествования, динамичная манера съёмки и песни 60-х убедительно передают атмосферу эпохи надежд на светлое будущее. Игра молодых актёров «Современника» полна задора и непринуждённости. Одна из наиболее проникновенных сцен фильма — журналист (О. Ефремов) и его бывшая возлюбленная (Л. Толмачёва) вспоминают об утраченном счастье.
И мост, и фильм делались этим летом одновременно. Строители видели в актёрах не гостей, а соратников по труду. Такая попытка запечатлеть жизнь вызывает чувство уважения. Кто заставил коллектив «Современника» работать столь требовательно и интенсивно, засучив рукава? Никто и ничто — кроме зова сердца.
Режиссёр и кинокритик Александр Мачерет отметил удачное совпадение сугубо производственно-прозаического сюжета фильма с реалистической правдой актёрской игры, столь характерной для труппы «Современника»: «Актёры играют в манере, наиболее полно согласующейся с подлинностью обычной жизни, с естественным и ненавязчивым следованием привычной правде житейского поведения».
Литературовед Лев Аннинский, отметив, с одной стороны, театральность режиссуры и, казалось бы, невысокий уровень игры ряда актёров, тем не менее оценил фильм как новый вид кинематографического воплощения. «Да, этот фильм театрален в том обычном смысле слова, в каком мы говорим это применительно к сцене театра», — заявил известный критик. «Чудеса — театральность в этом кинофильме не мешает мне. Она в замысле. Она в силе неловкой, чеховской трогательной фигуры корреспондента, попавшего в яркий, горланящий мир стройки». Данный отзыв вызвал сомнения в искренности Л. Аннинского у театрального критика Бориса Алперса, назвавшего в журнале «Искусство кино» эту противоречивую оценку «попыткой объяснить необъяснимое» и «желанием „не беспокоить“ умеющий отвечать на критику коллектив», которое оказалось настолько сильным, что  преодолело объективность.
Мнение участвовавшего в съёмках Михаила Козакова: 

Что привлекло Ефремова в этой журналистской вещи? Бог его знает. Пожалуй, её сакраментальное неореалистическое начало. Дескать, по-новомировски правдиво, в меру психологично, благородно, прогрессивно — чего ещё?.. А в общем, невнятица и скука. Таким вышел и фильм — со всеми сомнительными плюсами и очевидными минусами. Правильно, но тоже скучно играл сам Ефремов, ещё два-три актёра неплохо делали свое дело, однако у зрителя возникало чувство тоскливого разочарования — тем более тоскливого, что перспектива увидеть на экране весь знаменитый и гонимый «Современник», чьи спектакли были столь труднодоступны, казалась такой соблазнительно-радужной.— Михаил Козаков
В фильме заснят «Саратовский ледокол» — судно, ранее много лет (с 1896 года) работавшее в железнодорожной флотилии Рязано-Уральской железной дороги и реально принимавшее участие в постройке моста.